# Entre onze heures et minuit
Pour plus de détails, voir Fiche technique et Distribution.
Entre onze heures et minuit est un film français réalisé par Henri Decoin en 1948 et sorti le 23 mars 1949.

## Synopsis
À Paris, le commissaire Carrel (Louis Jouvet) est appelé dans la même journée sur deux affaires de meurtre : un avocat radié du barreau a été assassiné chez lui et un trafiquant, habitué des non-lieux, a été tué de trois balles dans le tunnel de la porte des Ternes.
Le premier meurtre a été commis en fin d'après-midi et le second entre onze heures et minuit. Cette dernière victime, un nommé Vidauban ressemble tellement au policier, que ce dernier décide de mener l'enquête en prenant sa place. À la fois circonspect et habile à donner le change, il rencontre successivement les truands, les collaborateurs, les employés et les maîtresses de la victime. Une seule de ces personnes devine la substitution. L'enquête se complique quand les témoignages sur le second assassinat divergent. Le policier comprend plus tard que les deux meurtres sont liés. En effet, plusieurs bandes de malfrats concurrentes sont à la recherche de la même valise de Vidauban contenant 20 millions en dollars.

## Fiche technique
- Réalisation : Henri Decoin (crédité Henry Decoin)
- Scénario : d'après le roman de Claude Luxel Le Sosie de la morgue (1935)
- Adaptation : Marcel Rivet, Henri Decoin (idem)
- Dialogue : Henri Jeanson
- Assistants réalisateur : Vladimir Roitfeld, Fabien Colin
- Décors : Émile Alex, assisté d'Henri Morin et C. Demangeat
- Costumes, robes, conçus et réalisés par Jacques Fath
- Photographie : Nicolas Hayer
- Opérateur : Noël Martin, assisté de Paul Souvestre et P. Charvein
- Musique : Henri Sauguet
- Chanson interprétée par Anny Gould (Éditions Ray Ventura)
- Son : William-Robert Sivel
- Chef opérateur du son : Pierre Bertrand, assisté de Jacques Carrère
- Montage : Annick Millet, assistée de Paulette Robert
- Régisseur général : André Guillot
- Script-girl : Nicole Benard
- Photographe de plateau : Raymond Becue
- Maquillage : Serge Gleboff
- Coiffure : R. Daudin
- Tournage à Paris Studio Cinéma à Billancourt
- Production : Jacques Roitfeld, Francinex
- Directeur de production : Constantin Geftman
- Distribution : Francinex
- Format : son mono - noir et blanc - 1,37:1 - 35 mm
- Durée : 92 min
- Genre : policier
- Première présentation : France :  23 mars 1949
- Affiche : Marcel Jeanne (France)

## Distribution
- Louis Jouvet : Commissaire Carrel, sosie de Jérôme Vidauban
- Madeleine Robinson : Lucienne Lusigny, directrice d'une maison de haute-couture
- Robert Arnoux : Fred Rossignol, l'associé principal de Vidauban
- Léo Lapara: l'inspecteur Perpignan
- Monique Mélinand : Irma, gouvernante chez l'avocat
- Simone Sylvestre : Léone, secrétaire chez Vidauban
- Gisèle Casadesus : Florence, maîtresse de Rossignol
- Jean Meyer : Victor, l'auteur du hold-up chez Lucienne
- Robert Vattier : Charlie, mauvais garçon employé par l'avocat
- Jacques Morel : Bouture, mauvais garçon employé par l'avocat
- Yvette Étiévant : la fille qui tapine
- Paul Barge : le médecin légiste
- Marianne Hardy : Marie-Louise, une complice
- Jacques Roux : Migraine
- Janine Viénot : l'hôtesse du défilé
- Jean-Claude Malouvier : Bébé Tambour

Non crédités
- Anne Campion : Tonia, l'amie de Victor
- Jean Sylvère : le marchand philosophe à l'entrée du tunnel des Ternes
- Jacqueline Pierreux : Marceline, un mannequin
- Janine Clairville : la modéliste
- Germaine Stainval : la concierge
- Nicole Jonesco : l'apprentie chez Lucienne
- Guy Favières : le marinier
- Jean Denoël : Jo
- Maurice Chevit : l'expert en balistique
- Charles Bayard : l'armurier
- Michel Etcheverry : un employé aux empreintes
- Germaine Stainval : la concierge
- Deschamps : le commissaire de police
- Guy Saint-Clair
- Marcel Loche : un vieil homme
- Constance Thierry
- René Pascal : un client au défilé
- Gisèle François
- Jacqueline Mansard
- Josette Hanson
- Sylvie Serjac
- Julien Carette : le veilleur de nuit

## Autour du film
- Henri Jeanson, qui ne supportait pas Léo Lapara, s'amusa à faire traiter son personnage d' « imbécile » par Jouvet tout au long du film.
- C'est l'un des rares films dans lequel Louis Jouvet a pour partenaire Monique Mélinand qui était sa compagne dans la vie.